# Ашисай
Ашиса́й (каз. Ащысай) — село у складі Казталовського району Західноказахстанської області Казахстану. Входить до складу Карасуський сільського округу.
У радянські часи село називалось Ащисай.
Населення — 79 осіб (2021; 189 у 2009, 330 у 1999, 304 у 1989).